# Leichtathletik-Länderkampf 1923 Schweiz – Deutschland
| Einziger Leichtathletik-Länderkampf mit deutscher Beteiligung 1923 | Einziger Leichtathletik-Länderkampf mit deutscher Beteiligung 1923 |
| ------------------------------------------------------------------ | ------------------------------------------------------------------ |
|                                                                    |                                                                    |
| Ländervergleich Schweiz – Deutschland                              |                                                                    |
| Austragungsort                                                     | Basel                                                              |
| Wettbewerbe                                                        | 15                                                                 |
| Datum                                                              | 2. September 1923                                                  |
| 1. Deutschland 2. Schweiz                                          | 67,5 Punkte 70,5 Punkte                                            |
| Chronik                                                            |                                                                    |
| ← einziger LK 1922: 00SUI-GER                                      | einziger LK 1924:00 GER-SUI →                                      |

Zum dritten Mal trafen sich im Leichtathletik-Länderkampfjahr 1923 die Schweiz und Deutschland zu einem Vergleich. Zum dritten Mal fand diese Veranstaltung am ersten September-Sonntag des Jahres in der Schweizer Stadt Basel statt. Es war auch der dritte Leichtathletik-Länderkampf einer deutschen Mannschaft. Beteiligt waren in diesen Anfangsjahren nur Männer, die Frauen trugen 1928 ihren ersten Länderkampf aus, dem Jahr, in dem Frauen in der Leichtathletik auch zum ersten Mal an Olympischen Spielen teilnehmen durften. Die beiden Länder bestritten diesen Länderkampf bis einschließlich 1938 mit Ausnahme des Olympiajahres 1936 in jedem der folgenden Jahre.
Deutschland kam zu seinem dritten Sieg, der allerdings mit diesmal 67,5 (Straf-)Punkten gegenüber 70,5 (Straf-)Punkten des Schweizer Teams erheblich knapper ausfiel.

## Modus
Die Regeln blieben auch bei diesem dritten Aufeinandertreffen der beiden Länder unverändert. Zwei Athleten traten je Wettbewerb und Nation gegeneinander an – ein Modus, der sich bei Länderkämpfen in späteren Jahren fest etablierte. Gewertet wurde immer noch anders als das später üblich wurde: In den Einzeldisziplinen war die Platzierung identisch mit den vergebenen Punkten. In den beiden Staffeln brachte Platz eins einen Punkt und das Team auf Rang zwei erhielt drei Punkte. Es handelte sich also um ein System von Strafpunkten, aus der die Mannschaft mit der niedrigeren Punktzahl als Sieger hervorging.

## Legende
Kurze Übersicht zur Bedeutung der Symbolik – so üblicherweise auch in sonstigen Veröffentlichungen verwendet:
| NR    | Nationaler Rekord              |
| DNF   | nicht im Ziel (did not finish) |
| DNS   | nicht am Start (did not start) |
| k. A. | keine Angabe                   |

## Resultate

### 100 m
| Platz | Athlet            | Land | Zeit (s) |
| ----- | ----------------- | ---- | -------- |
| 1     | Josef Imbach      | SUI  | 10,9     |
| 2     | Max Ehms          | GER  | 11,1     |
| 3     | Walter Strebl     | SUI  | 11,1     |
| 4     | Gottfried Söhngen | GER  | 11,2     |

### 200 m
| Platz | Athlet        | Land | Zeit (s) |
| ----- | ------------- | ---- | -------- |
| 1     | Josef Imbach  | SUI  | 00022,5  |
| 2     | Walter Strebl | SUI  | ca. 23,1 |
| 3     | Max Ehms      | GER  | 00023,3  |
| 4     | Alex Weider   | GER  | ca. 23,7 |

### 400 m
| Platz | Athlet            | Land | Zeit (s) |
| ----- | ----------------- | ---- | -------- |
| 1     | Josef Imbach      | SUI  | 51,0     |
| 2     | Heinrich Mattonet | GER  | 51,6     |
| 3     | Rudolf Busch      | GER  | k. A.    |
| 4     | Reinle            | SUI  | k. A.    |

### 800 m
| Platz | Athlet        | Land | Zeit (min) |
| ----- | ------------- | ---- | ---------- |
| 1     | Paul Martin   | SUI  | 1:55,3     |
| 2     | Otto Peltzer  | GER  | 1:57,4     |
| 3     | Cass          | SUI  | k. A.      |
| 4     | Herbert Klotz | GER  | k. A.      |

### 1500 m
| Platz | Athlet             | Land | Zeit (min) |
| ----- | ------------------ | ---- | ---------- |
| 1     | Willy Schärer      | SUI  | 4:09,0     |
| 2     | Herbert Langkutsch | GER  | 4:14,4     |
| 3     | Herbert Klotz      | GER  | k. A.      |
| DNS   | Paul Martin        | SUI  |            |

### 5000 m
| Platz | Athlet             | Land | Zeit (min) |
| ----- | ------------------ | ---- | ---------- |
| 1     | Hermann Walpert    | GER  | 15 55,1    |
| 2     | William Marthe     | SUI  | 16:02,1    |
| 3     | Alfred Gaschen     | SUI  | k. A.      |
| DNF   | Herbert Langkutsch | GER  |            |

### 110 m Hürden
| Platz | Athlet            | Land | Zeit (s) |
| ----- | ----------------- | ---- | -------- |
| 1     | Heinrich Troßbach | GER  | 15,7     |
| 2     | Victor Moriaud    | SUI  | 16,3     |
| 3     | Willi Moser       | SUI  | k. A.    |
| 4     | Arthur Holz       | GER  | k. A.    |

### 4 × 100 m Staffel
| Platz | Besetzung       | Land                                                      | Zeit (s) |
| ----- | --------------- | --------------------------------------------------------- | -------- |
| 1     | Deutsches Reich | Alex Weider Gottfried Söhngen Heinrich Troßbach Max Ehms  | 43,0000  |
| 2     | Schweiz         | Victor Moriaud Heinrich Schuler Heinz Hemmi Walter Strebl | 43,1 NR  |

### Olympische Staffel (800m – 400m – 200m – 100m)
| Platz | Besetzung       | Land                                                               | Zeit (min) |
| ----- | --------------- | ------------------------------------------------------------------ | ---------- |
| 1     | Schweiz         | Willy Schärer Paul Martin Josef Imbach Victor Moriaud              | 3:25,8     |
| 2     | Deutsches Reich | Otto Peltzer Heinrich Mattonet Heinrich Troßbach Gottfried Söhngen | 3:28,0     |

### Hochsprung
| Platz | Athlet      | Land | Höhe (m) |
| ----- | ----------- | ---- | -------- |
| 1     | Hans Moser  | SUI  | 1,80     |
| 1     | Fritz Huhn  | GER  | 1,80     |
| 3     | Arthur Holz | GER  | 1,80     |
| 4     | Guhl        | SUI  | 1,75     |

### Stabhochsprung
| Platz | Athlet           | Land | Höhe (m) |
| ----- | ---------------- | ---- | -------- |
| 1     | Achilles Reeg    | GER  | 3,60     |
| 2     | Ernst Gerspach   | SUI  | 3,50     |
| 3     | Henry Schumacher | GER  | 3,40     |
| 4     | Pavey            | SUI  | 3,30     |

### Weitsprung
| Platz | Athlet           | Land | Weite (m) |
| ----- | ---------------- | ---- | --------- |
| 1     | Hans Wenk        | SUI  | 6,86      |
| 2     | Henry Schumacher | GER  | 6,84      |
| 3     | Arthur Holz      | GER  | 6,76      |
| 4     | Pavey            | SUI  | 6,74      |

### Dreisprung
| Platz | Athlet          | Land | Weite (m) |
| ----- | --------------- | ---- | --------- |
| 1     | Fritz Wenninger | GER  | 13,65     |
| 2     | Vogler          | SUI  | 12,45     |
| 3     | Hermann Hänchen | GER  | 12,19     |
| 4     | Böser           | SUI  | 11,96     |

### Diskuswurf
| Platz | Athlet              | Land | Weite (m) |
| ----- | ------------------- | ---- | --------- |
| 1     | Gustav Steinbrenner | GER  | 42,96     |
| 2     | Hermann Manchen     | GER  | 39,32     |
| 3     | Bucher              | SUI  | 37,34     |
| 4     | Böser               | SUI  | 35,34     |

### Speerwurf
| Platz | Athlet         | Land | Weite (m) |
| ----- | -------------- | ---- | --------- |
| 1     | Walter Lüdeke  | GER  | 56,25     |
| 2     | Hermann Salmon | GER  | 50,62     |
| 3     | Willi Moser    | SUI  | 44,24     |
| 4     | Ernst Gerspach | SUI  | 42,18     |